# Considia oblonga
Considia oblonga är en insektsart som beskrevs av Carl Stål 1865. Considia oblonga ingår i släktet Considia och familjen spottstritar. Inga underarter finns listade i Catalogue of Life.